# Wiki

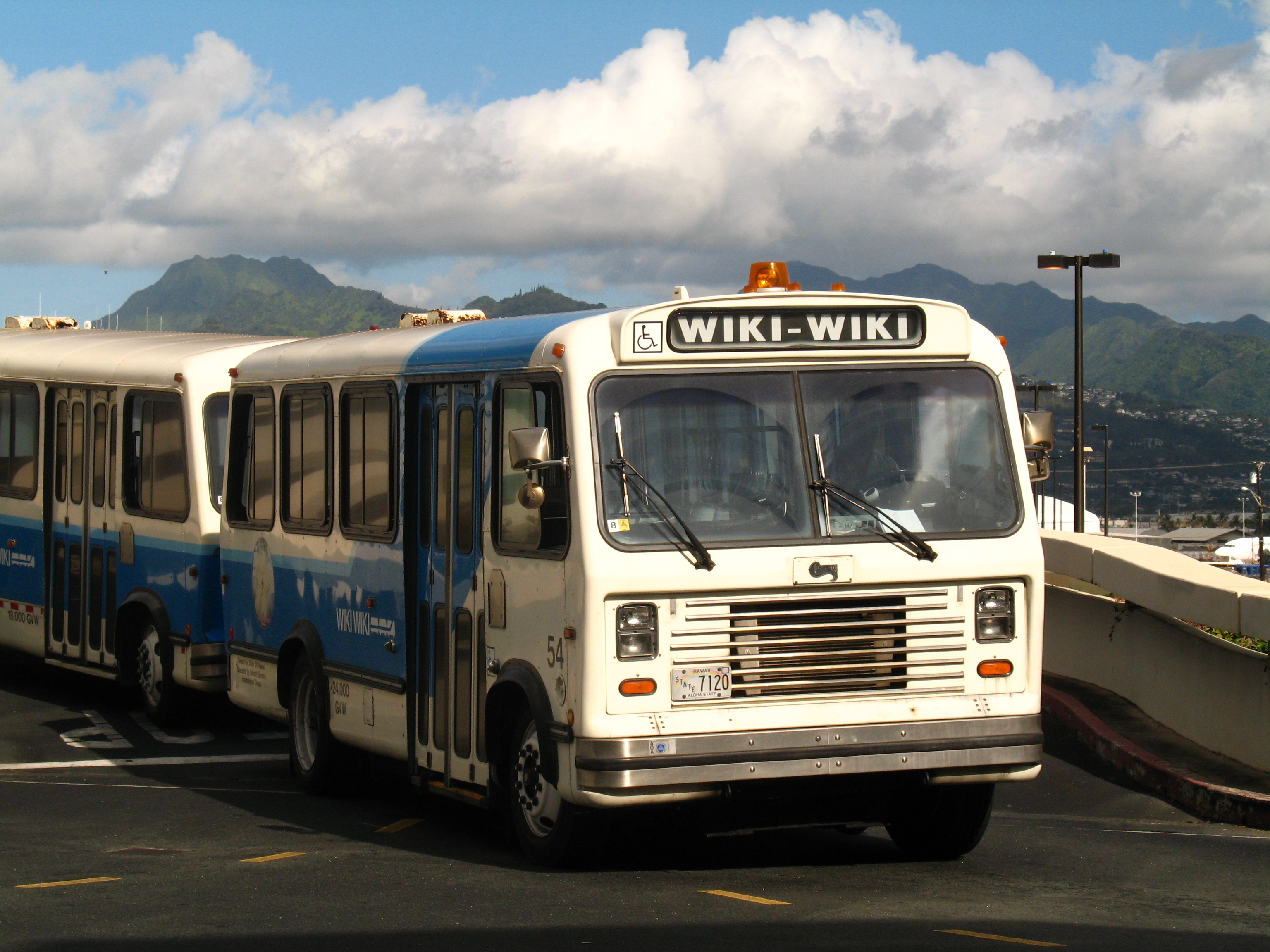
Wiki Wiki Bus

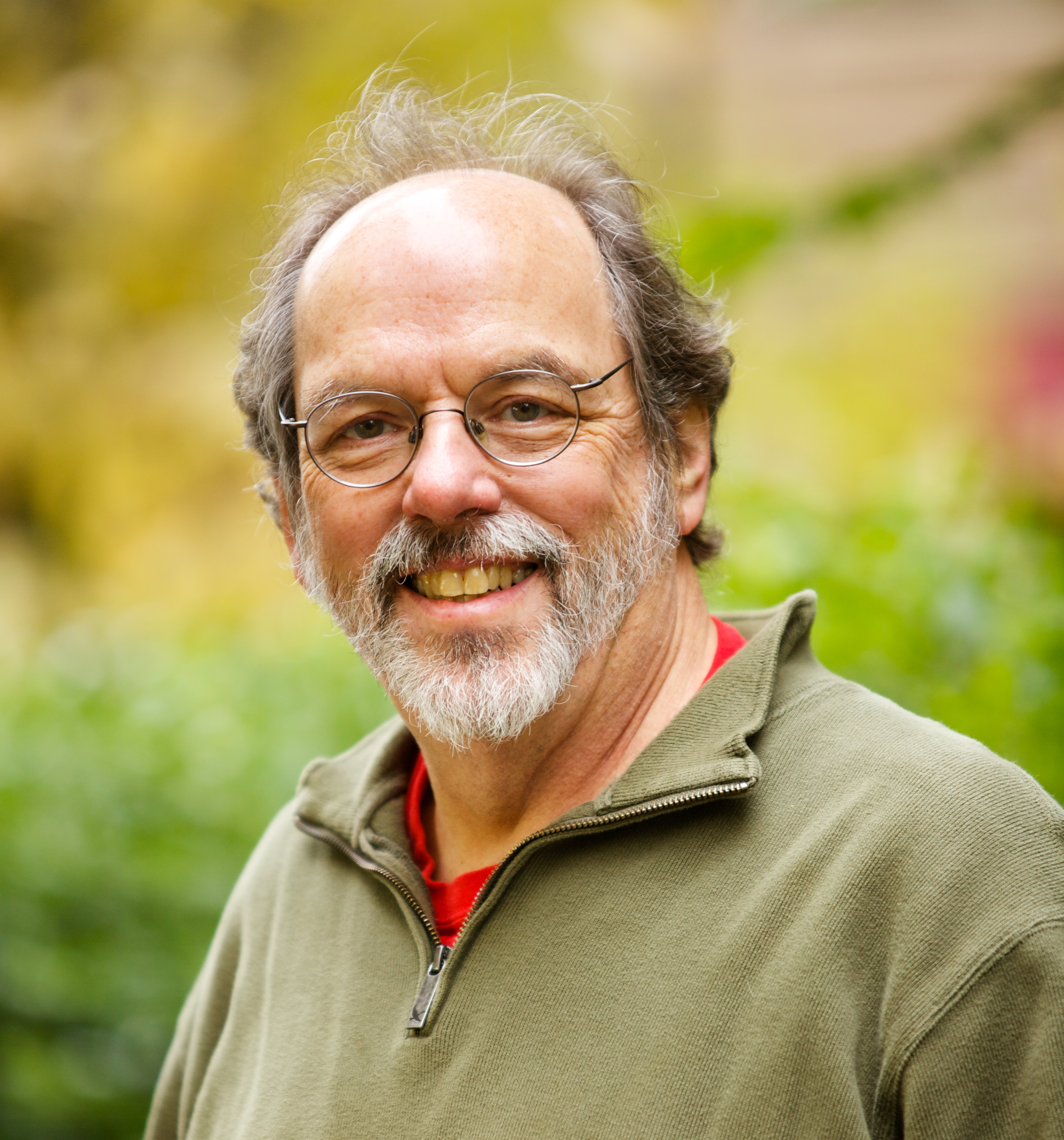
Ward Cunningham, a wiki megalkotója

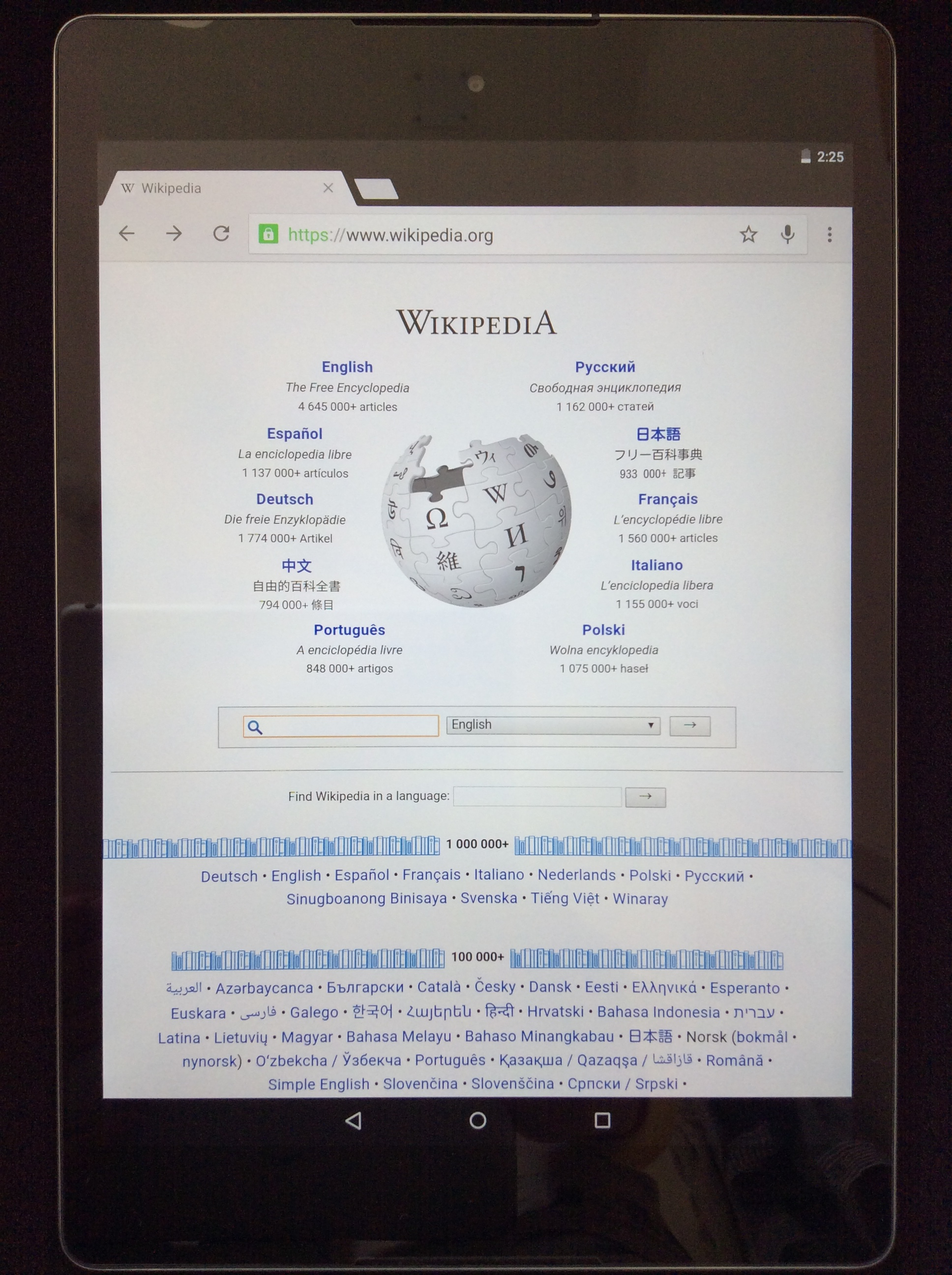
A Wikipédia honlapja

A wiki (illetve WikiWiki – kiejtése [viki] illetve [vikiviki]) a hipertext rendszerek egyik fajtája, vagy pedig maga a szoftver, ami ennek készítését lehetővé teszi. A wikiwikiweb olyan webhely, amely wiki rendszer szerint, ennek felhasználásával működik, vagyis lehetővé teszi azt, hogy a szerkesztők (vagy általános esetben bárki) a laphoz új tartalmakat adjanak, vagy azon tartalmat módosítsanak. Más szóval a wiki egy olyan program, amelynek számos különböző megvalósítása (szakszóval: implementációja) létezik. Segítségével egész weboldalak is működtethetők (nem feltétlenül lexikon jelleggel), de alkalmazható a hagyományos fórumok helyett is a látogatók tapasztalatainak, véleményeinek strukturáltabb megjelenítésére.
Kitalálója, Ward Cunningham szerint „a legegyszerűbb online adatbázis”; gyakran használják csoportos munkavégzés támogatására, közösségépítésre; példa erre a Wikipédia online lexikon.
A Wiki (nagy W-betűvel) és a WikiWikiWeb megnevezésen általában az első wikirendszert, a Portland Pattern Repositoryt értjük, ezért sokan azt javasolják, hogy általában a wikiket kis kezdőbetűvel írjuk. Néhol a wiki helyett a wikiwiki vagy WikiWiki forma is használatos.
A név maga a hawaii wiki wiki kifejezésből ered, ami „fürgét” vagy „nagyon gyorsat” jelent. A honolului Daniel K. Inouye nemzetközi repülőtéren a terminálok közötti járatokat Wiki Wiki Busnak nevezik, amivel arra utalnak, hogy e járatok gyorsan közlekednek.
A Wiki ezen túl egy elterjedt maori és új-zélandi keresztnév.

## Jellemzők
Egy WikiWikiWeb lehetővé teszi olyan interneten elérhető dokumentumok létrehozását, melyeket egymással közreműködő emberek tudnak fejleszteni egy egyszerű leíró nyelv segítségével, és ezen lapok egyszerű web-böngészővel megtekinthetőek vagy szerkeszthetőek. Mivel a legtöbb wiki web alapú, ezért a „wiki” szóval általában a „WikiWikiWeb”-ekre gondolunk. Az egyes lapok neve „wikilap”, míg a teljes, kereszthivatkozásokkal teli laphalmazt „a wiki”-nek nevezzük.
A „wiki wiki” hawaii nyelven „gyors”-at jelent, és a lapok létrehozásának és javításának gyorsasága, egyszerűsége a wiki technológia egyik legfontosabb jellemzője. Általában a módosításokat nem ellenőrzi senki megjelenésük előtt, és a legtöbb wiki vagy mindenki számára nyitott, vagy pedig egy nagyobb, az adott wikiben regisztrált közösség számára szerkeszthető. A legtöbb esetben még a regisztráció sem szükséges.

### Lapok és szerkesztés
A hagyományos wikikben minden oldalnak két formája van: az egyik, ahogyan a lexikonban megjelenik (általában HTML formában, amit a böngésző jelenít meg), a másik forma pedig amelyben az oldalt szerkeszteni lehet (egyszerűsített nyelven, amelynek szabályai wikiről wikire mások lehetnek).
Ennek oka, hogy a HTML néha igen bonyolult, egymásba ágyazott jelzéseivel és hivatkozásaival nem tenné lehetővé a gyors és egyszerű szerkesztést, és elvonná a figyelmet az oldal valódi tartalmától. Továbbá az is hasznos mellékhatás, hogy a szerkesztők nem képesek használni a HTML oldalak által biztosított „potenciálisan veszélyes” lehetőségeket, mint amilyen a JavaScript vagy Cascading Style Sheets, valamint hogy az oldalak egységes megjelenése biztosítható legyen.
| Wiki nyelv (MediaWiki) | HTML | Biztosított megjelenés |
| – ''Doktor''? Ennyi az összes címe? Egy ''tudós''? És a polgári hatóságok fölött áll? – Miért ne, ez csak természetes – replikázott jóindulatúan Hardin. – Itt mindannyian többé-kevésbé tudósok vagyunk. Elvégre is mi nem annyira egy külön világ, mint inkább egy tudományos alapítvány vagyunk, a császár közvetlen fennhatósága alatt. | – <i>Doktor</i>? Ennyi az összes címe? Egy <i>tudós</i>? És a polgári hatóságok fölött áll?<br> <br> <br> – Miért ne, ez csak természetes – replikázott jóindulatúan Hardin. – Itt mindannyian többé-kevésbé tudósok vagyunk. Elvégre is mi nem annyira egy külön világ, mint inkább egy tudományos alapítvány vagyunk, a császár közvetlen fennhatósága alatt. | – Doktor? Ennyi az összes címe? Egy tudós? És a polgári hatóságok fölött áll? – Miért ne, ez csak természetes – replikázott jóindulatúan Hardin. – Itt mindannyian többé-kevésbé tudósok vagyunk. Elvégre is mi nem annyira egy külön világ, mint inkább egy tudományos alapítvány vagyunk, a császár közvetlen fennhatósága alatt. |

(Idézet Isaac Asimov Alapítvány c. művéből. Fordítás: Baranyi Gyula, 1972)
Egy wiki oldalnak két megjelenése van, a wiki szerkesztési kóddal készült oldal, valamint a HTML által biztosított megjelenítés, amelyből a szerkesztő böngészője varázsol olvasható oldalakat a képernyőre.
Egyes újabb wiki kiszolgálók lehetővé teszik, hogy a látott képbe beleszerkesszen valaki. Ehhez általában ActiveX kontrollra vagy segédszoftverre van szükség, amely a grafikusan megadott formázási utasítást (például „félkövér” vagy „dőlt”) lefordítja HTML utasításokra, amelyek így kerülnek végül a szerverre. Ebben az esetben azok a szerkesztők, akik nem rendelkeznek a szükséges szoftverrel, az oldalt csak a HTML forráskódban tudják szerkeszteni.
A wiki által támogatott formázási instrukciók a felhasznált wikitől függően nagy változatosságot mutatnak. Egyszerű wikik csak a legegyszerűbb formázást teszik lehetővé, míg az összetettebbek támogatják táblázatok, képek, képletek, vagy akár interaktív elemek (mint véleménykutatás vagy játék) felhasználását is. Emiatt jelenleg is folyik egy átfogó wikis jelölési szabvány kidolgozása, Wiki Markup Standard néven.

### Hivatkozás és lapok készítése
A wikik igazi hiperszöveg média, navigációs rendszerük nem lineáris. Minden tipikus oldalon számos hivatkozás található más oldalakra. A nagyobb wikiben szinte mindig léteznek hierarchikus navigációs oldalak, de használatuk nem kötelező. A hivatkozásokat speciális jelöléssel adhatjuk meg, ez az ún. „hivatkozási mód”.
Az eredeti Ward's wikiben más wikilapra hivatkozásokat az úgynevezett TeveKezdőbetűkkel vagy WikiSzóval lehetett készíteni: minden szó, ami nagy kezdőbetűvel kezdődik, és legalább még egy nagybetűt tartalmaz, automatikusan hivatkozás lett a szóval megegyező nevű wikilapra. (Azért „teve”, mert a szónak legalább „két púpja van”.) Tehát ha a szövegben a TeveKezdőbetű szó szerepelt, akkor az automatikusan a „TeveKezdőbetű” wikilapra hivatkozott. Mivel normális esetben egy szó közepén nem használunk nagybetűt, ezért ez egy jól, gyorsan, egyértelműen használható hivatkozási módszernek bizonyult.
Azonban a TeveKezdőbetűknek vannak hátrányai:
- vizuálisan nem szép, hiszen egybeírunk szavakat
- bizonyos esetekben szeretnénk a hivatkozásba szóközt, speciális jeleket (például kötőjelet) tenni
- bizonyos esetekben valamit TeveKezdőbetűkkel kell írnunk (például programozási nyelvekben néhány változót), pedig nem akarjuk, hogy hivatkozás legyen belőle.

Emiatt kialakult egy alternatív hivatkozási forma, melyet már a Wikipédia is használ, ez pedig a dupla szögletes zárójelek közé zárt wikilapnév: [[Teve kezdőbetűk]]. Léteznek olyan wikik, amelyek egyszerű zárójelet, kapcsos zárójelet, aláhúzást vagy más karaktereket használnak a hivatkozásokhoz. A különböző wiki közösségeket azonban az InterWiki hivatkozási formával lehet összekötni.
A wikiben ugyanúgy hozhatsz létre új szócikket, mint ha hivatkozni kívánnál rá: egy tematikusan kapcsolódó oldalon létre kell hoznod egy hivatkozást; amennyiben ilyen szócikk nem létezik az általad alkalmazott wikiben, akkor a program valahogyan jelzi, hogy ez egy törött hivatkozás. Ha azután ezt a hivatkozást követed, megnyílik a szerkesztő ablak, ahol megírhatod az új oldalt. Ez a folyamat azt is biztosítja, hogy ritkán jönnek létre „árva” oldalak, amelyekre egyetlen másik szócikkben sincs utalás, és így a szócikkek egymásra épülése magas szinten tartható.

### A tartalom kordában tartása
A wiki lapjainak túlnyomó többségét bárki szerkesztheti; a legtöbb esetben bejelentkezés sem szükséges. A wikik, általános filozófiájukat követve, inkább könnyítik a hibák javítását, mintsem hogy megnehezítsék az elkövetésüket. Bár visszatetszést kelthet, hogy egy-egy tartalmat szinte akárki szerkeszthet, valójában azonban ez szándékos, és ez a wiki lényege: mindenkinek gyors és egyszerű lehetőséget ad arra, hogy a lap tartalmát javítsa, fejlessze.
Természetesen nem minden ember elég okos és jól nevelt, és előfordul, hogy a változtatás rosszindulatú. A Wiki rendszerek egyik lényege azonban az ilyen rosszindulatú változtatások egyszerű eltávolítása: általában 1 művelettel megállapítható egy változtatás pontos tartalma, és ugyanígy 1 művelettel visszaállítható a tartalom a módosítás előtti állapotra, ha a módosítás nem bizonyul segítő szándékúnak. Ezt a folyamatot segíti elő a minden wikin megtalálható „Friss változtatások” oldal, ami tulajdonképpen az elmúlt időszakban a wikin tett szerkesztéseket listázza. Vannak wikik, amelyek lehetővé teszik az „apróbb”-nak ítélt változtatások kihagyását vagy az automata botok által tett módosításokat.
A változás naplóból két további funkció is elérhető a legtöbb wikiben: a „laptörténet”, ahol megtalálhatók a lap korábbi változatai és a „változtatás” funkció, amely kiemeli a változtatásokat. A laptörténet funkció lehetővé teszi egy oldal korábbi változatainak mentését és az eredeti tartalom esetleges visszaállítását. A változtatás funkcióban nyomon követhető, hogy a változtatás a cikk előnyére vagy hátrányára szolgált. Bármely szerkesztő láthatja a változást, és saját legjobb belátása szerint dönthet az eredeti tartalom esetleges visszaállításáról.

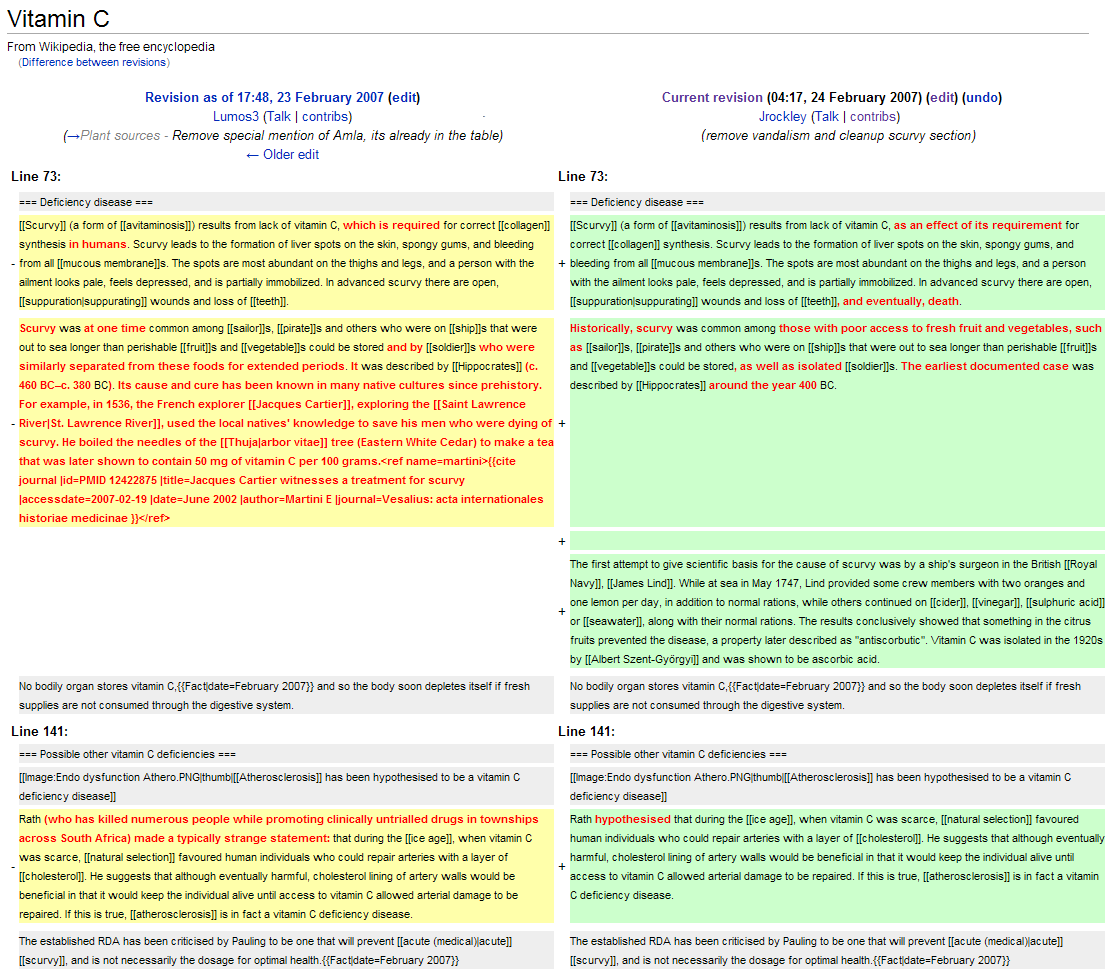
Változást naplózó oldal, amely egy szerkesztés során megtett változtatásokat rögzíti

Amennyiben a „laptörténet” oldalon egy elfogadhatatlan változtatás átcsúszik a közösség ellenőrző funkcióján, egyes wikik további ellenőrzési lehetőséget biztosítanak. A Wikipédia az első wiki, amelyben figyelőlistákat lehet összeállítani, egy belső könyvjelző rendszert, amely csak a szerkesztő által érdekesnek tartott oldalak változtatásait rögzíti. A Wikipédia azt is lehetővé teszi, hogy az egy bizonyos méretnél kisebb oldalra (csonk) mutató hivatkozások speciális jelölést kapjanak, így az minden erre az oldalra mutató hivatkozásnál egyértelművé válik.
A legtöbb wiki szélsőséges esetben lehetővé teszi egy oldal szerkesztésének felfüggesztését. Például a Wikipédián található ilyen oldalakat csak az adminok szerkeszthetik, akik fel is oldhatják ezt a védelmet. Ez az eljárás azonban ellentétes a Wiki alapvető filozófiájával, így kerülendő.
Az egyik legfontosabb lehetőség azonban a közösségi kontroll, ami a rosszindulatú (vagy ellenőrizetlen) módosításokat „gyógyítja”. A rosszindulatú módosítást észrevéve azt bárki javíthatja, és mivel azt feltételezzük, hogy sokkal több értelmes, jóakaratú ember van mint ostoba és rosszindulatú, ezért feltételezzük azt is, hogy még az esetleg észre nem vett nem megfelelő tartalmat is egy idő után valaki javítani fogja (és ezt a tapasztalat, illetve a Wikipédia létezése is alátámasztja).

### A résztvevők kordában tartása
A legtöbb wiki elutasítja a kötelező regisztrációt, mégis szinte minden nagyobb wiki lehetővé teszi a közösség szabályai ellen rendszeresen vétő szerkesztők korlátozását. Ennek leggyakoribb formája a szerkesztő szerkesztési jogának felfüggesztése. Ez elérhető a szerkesztő IP-címének letiltásával. Több internetszolgáltató is él azonban azzal a gyakorlattal, hogy minden bejelentkezéshez más-más IP-címet ad meg, így ezt a tiltást viszonylag könnyű kijátszani.
Kisebb wikikben célravezető az a gyakorlat, hogy egy kitartó vandál megjelenése esetén hagyják, hogy annyi oldalon garázdálkodjon, amennyin akar, majd távozása után gyorsan visszaállítják az eredeti oldalakat. Ez a taktika azonban kivitelezhetetlen nagyobb közösségek esetében, ezért gyorsabb és drasztikusabb lépésekre van szükség. A változó IP-címekkel kapcsolatban hatékony lehet az önkioldó eltiltás, amely egy bizonyos cím-tartományra szól és egy meghatározott idő után magát feloldja. Ezzel egy megadott időszakon belül a rendszer lehetetlenné teszi a vandál tevékenységét, és felfogásunk szerint ennek elégnek kell lenni az elrettentéshez.

### Keresés
A legtöbb wiki lehetővé teszi a címek alapján történő keresést, ritkán a teljes szövegben is lehet keresni. A keresési funkció teljessége nagyban attól függ, hogy a wiki használ-e adatbázist, vagy nem; az adatbázishoz való indexelt hozzáférés elengedhetetlen a nagyobb wikik gyors kereséseihez. A Wikipédián a „Menj” gomb használatával kereshetjük ki a megadott kritériumoknak leginkább megfelelő lapokat. Ha egyszerre több wikin akarsz keresni, a MetaWiki keresőt kell használnod.

## Története
Az első wiki rendszert, a Portland Pattern Repository-t egy informatikus, Ward Cunningham dolgozta ki 1995-ben a célból, hogy informatikusok számára nyilvános szakmai publikációs lehetőséget teremtsen (a faxolást és egyéb kötöttebb lehetőséget helyettesítendő), illetve megkönnyítse és kollektívvá tegye az adatok rögzítését, tárolását, karbantartását és fejlesztését.
A 20. század utolsó éveiben folyamatosan nőtt a wiki technológia elismertsége a magán- és nyilvános ismeretanyag-bázisok fejlesztése területén. Ez a lehetőség adta meg a kezdő lökést Jimbo Walesnek és Larry Sangernek, a Nupedia enciklopédiás projekt alapítóinak, hogy lerakják egy elektronikus enciklopédia alapjait a wiki technológia alkalmazásával: a „Wikipédia” 2001 januárjában indult be. A program eredetileg a UseModWiki szoftverrel működött, de később saját nyílt forrású programjára váltott, amit azóta további wikik is alkalmaznak.
Ma az angol Wikipédia közösség messze a legnagyobb wiki a világon, és a más nyelvű változatok is igen jó helyezéseket érnek el a sorrendben. A második legnagyobb wiki azonban a Susning.nu svéd nyelvű tudománytár, amely a UseModWiki szoftvert alkalmazza. A Wikipédia egyetemes természete fontos szerepet játszott növekedésében, de más wikik nagyon is specializálódhatnak. Egyesek szerint a Wikipédia gyors növekedése a TeveKezdőbetűk elhagyásának köszönhető.

## Wikiprogramok
Mivel a wiki alapelve viszonylag egyszerű, többféle megvalósítása létezik, a legegyszerűbb hack változattól, amely csak a legalapvetőbb funkciókat használja, egészen a legbonyolultabb tartalomkezelő rendszerekig. A legtöbb wiki program nyílt forráskódú szoftver, az olyan nagy projektek, mint a TWiki és a Wikipédia szoftver fejlesztése pedig közösen zajlik.
Nehéz meghatározni, hogy melyek a legnépszerűbb wikik, bár bizonyára vezető helyet kapna a könnyed UseModWiki, a TWiki, a MoinMoin és a Wikipédia szoftver. Lásd a Wiki szoftvert a wiki mechanizmusok listájának felsorolásáért.

### Magyar nyelvű kezelőfelülettel
- MediaWiki – A Wikipédia szoftvere
- MoinMoin – Pythonban írt, fejlett wikirendszer, vizuális szerkesztővel
- Zwiki – Zope alapú egyszerű wiki rendszer, vizuális szerkesztővel
- MagyarTiddlyWiki – Egyetlen HTML fájlból álló, JavaScript alapú wiki
- TikiWiki

## Wiki közösségek, oldalak

### Magyar
- HUPWiki Archiválva 2020. június 3-i dátummal a Wayback Machine-ben – nyílt forráskódú és/vagy szabad szoftverek
- GO wiki[halott link]
- hu.Gentoo-Wiki.com – A Gentoo Linux-hoz tartozó Gentoo-wiki.com magyar nyelvű változata
- TikiWiki[halott link] -
- wiki.ubuntu.hu – a Linux distro információs központja
- ECDL.web – számítástechnikai alapismeretek
- HamWIKI – rádióamatőr wiki
- CoWiki Magyar Enciklopédia[halott link]
- VeteránPark - magyar veterán autó és motor wiki
- Hogyankell.hu - a "Hogyan kell" típusú kérdésekre választ adó wiki
- CserkészWiki - Cserkészettel kapcsolatos információk

### Angol
Az angol nyelvű Wikipédia messze a legnagyobb közösségi wiki oldal
- Legnagyobb wikik (angol)
- WorldWideWiki: SwitchWiki – Legteljesebb index (angol)
- CapitanCook
- Grubstreet – London Nyílt Közösség Iránytű
- OpenFacts
- Personal Telco
- This Might Be A Wiki
- WhyClublet
- Wikiquote – idézetgyűjtemény
- Wikitravel – útikalauz
- Wiktionary – szótár
- ScoutWiki

Lásd még: Wikipédia:MediaWikit használó oldalak, PHP Wiki, social software

## Wikiszerű rendszerek
- EditMe
- Everything2
- Halfbakery
- Eksi Sozluk (török nyelvű)
- SnipSnap
- Seedwiki